# Iglesia de Nuestra Señora de Moratalaz
La Iglesia de Nuestra Señora de Moratalaz es un templo católico situado en Madrid. La iglesia actual, inaugurada en 1967, pertenece a la Archidiócesis de Madrid. 

## Ubicación
La Iglesia de Nuestra Señora de Moratalaz se encuentra situada en el barrio de Media Legua, distrito de Moratalaz, en Madrid.

## Historia
Un grupo de vecinos del barrio madrileño de Moratalaz construyeron en 1961, con su aportación económica mensual, un barracón que se transformaría en el templo actual. El arquitecto José Antonio Domínguez Salazar proyectó la iglesia empleando madera y hormigón, y tratando de modernizar la estéticas de las iglesias que se habían construido antes del Concilio Vaticano II.
Seis años después, el arzobispo de Madrid, Casimiro Morcillo consagró el templo el 4 de junio de 1967. Una vez que la constructora -ya desaparecida- completó la casi totalidad de las edificaciones proyectadas en el barrio, cedió diez parcelas para las parroquias que hoy vertebran Moratalaz. Y desde el templo parroquial recién concluido, se realizaron las primeras iniciativas sociales, el primer: colegio, cine, dispensario, y el centro social y cultural.
La parroquia, punto clave en la vida de Moratalaz, permanece abierta desde las nueve de la mañana hasta las diez de la noche. Mensualmente se reúnen en sus locales las comunidades de vecinos del barrio. Únicamente cuenta con una misa diaria, si bien varios feligreses la rondan a lo largo del día. Dentro del terreno parroquial se encuentra una explanada con bancos, donde un grupo de personas mayores se reúnen para hablar a diario, y se realizan varias paellas o chocolatadas al año coincidiendo con la Navidad, carnaval, la Pascua y el mes de mayo.
Anualmente colaboran con la Sociedad de Misiones Africanas, a través de uno de sus proyectos que previamente eligen, y que suele encontrarse en Benín. Para conseguir trabajar eficazmente en dicho proyecto reciben la ayuda de los alumnos del colegio diocesano que comparte nombre con esta iglesia y de la que el párroco es director titular. Tanto el terreno, como los edificios del centro de enseñanza provienen de una constructora que tras levantar allí un piso piloto y vender toda su promoción, lo cedió.

## Labor pastoral

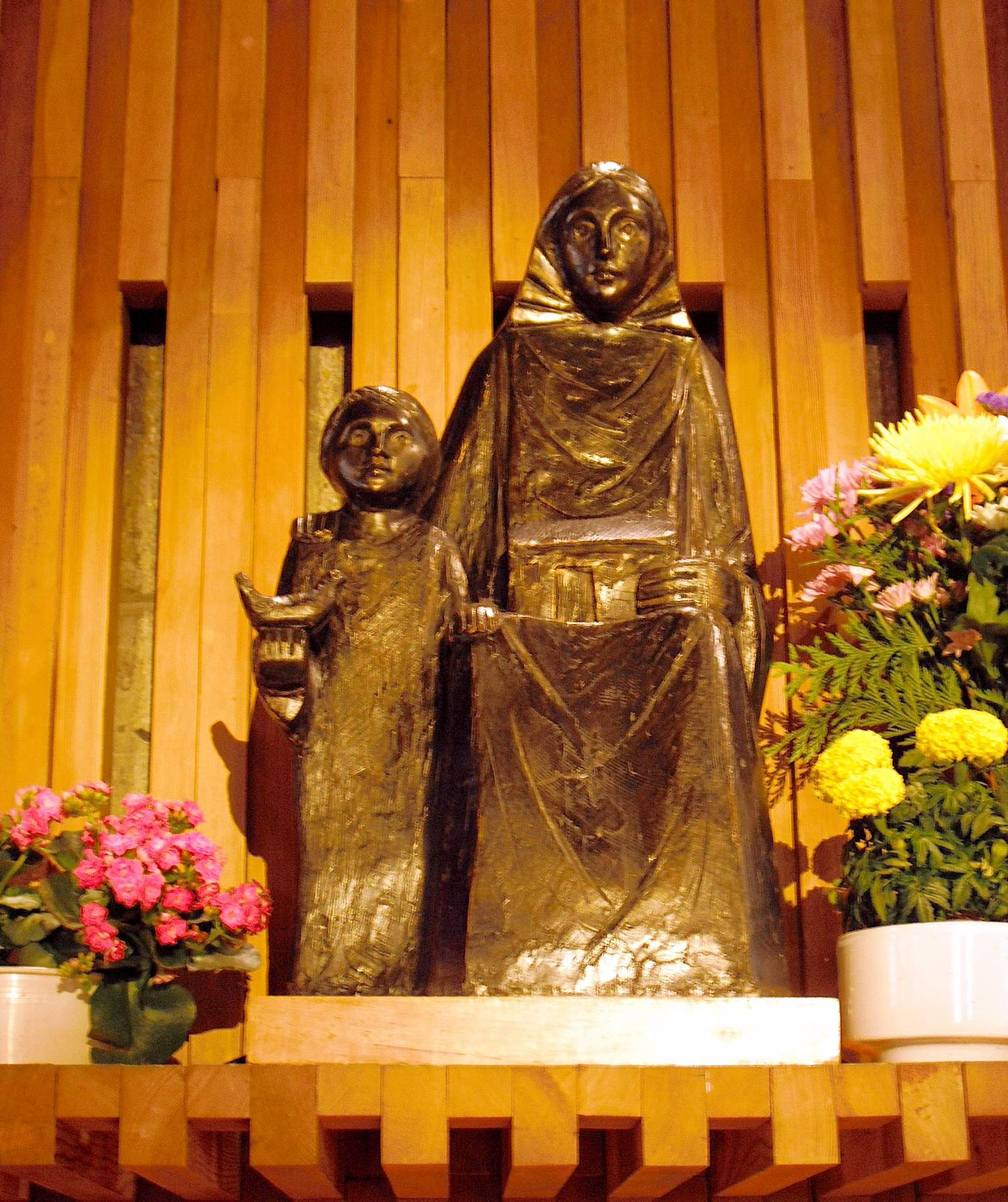
Nuestra Señora de Moratalaz (Madrid)

Entre los diversos grupos que se reúnen con diversa periodicidad en la parroquia se encuentran: la oración Shekiná, el Oratorio para niños, los Grupos de Matrimonios, GP1 y Caná; la asociación sociocultural; el grupo de Vida Ascendente, el de lectura creyente del Evangelio, el Grupo-Franco Español Erasmus&Praise que trata de establecer lazos de comunión entre los erasmus franceses con la ayuda de la realidad eclesial Camino nuevo.
La parroquia cuenta con una coral y tres coros: extremeño, castellano y Góspel. También se realiza una labor pastoral caritativa, en la que además de la atención a diversas familias de la parroquia, se ofrece educación de adultos a través del Centro Recreativo y Cultural; apoyo al estudio e inserción social para niños y jóvenes en riesgo de exclusión a través de un grupo de acogida,y encuentros prematrimoniales.
En la parroquia se encuentra la sede madrileña del Movimiento Scout Católico, del que el párroco es el consiliario general. El local en el que se encuentra, que fue en su origen una residencia para religiosas y comunidades del seminario de Madrid, es ahora un lugar de encuentro para estos jóvenes. Además dispone de un hostal con más de setenta camas, que es utilizado habitualmente por colegios de provincias que visitan Madrid.
La parroquia cuenta con un archivo que fue constituido en 1961.

## Servicios

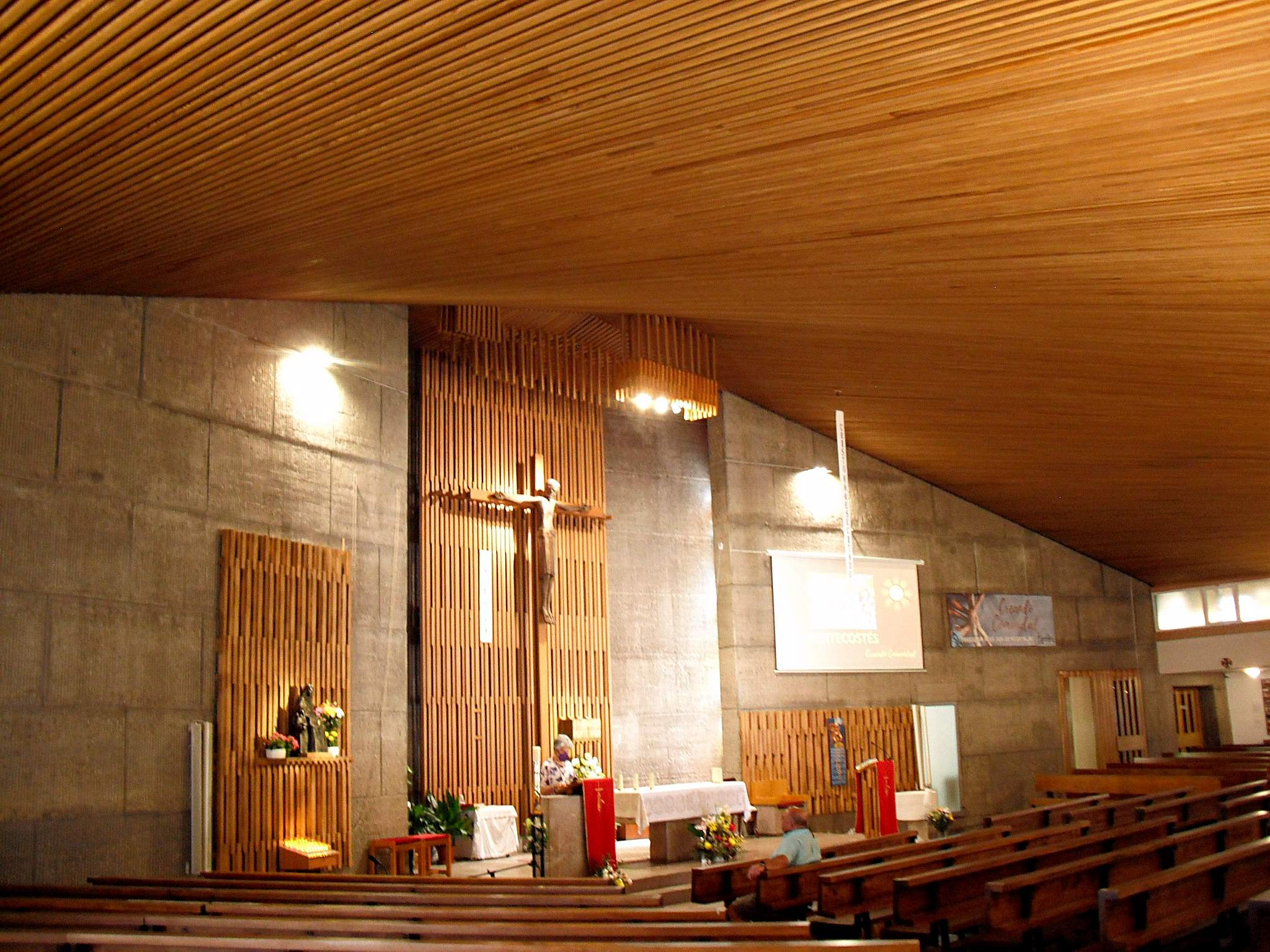
Nave central de la iglesia (vista del presbiterio)

Es una de las iglesias más populares del barrio y ofrece las siguientes misas semanales:
- lunes a sábado: 19,30 horas (Horario de invierno 17/09-16/06) • 20,00 horas (Horario de verano 17/06-16/09)
- domingos y festivos: 11,30 – 13,00 – 19,30 (Horario de invierno 17/09-16/06)  • 13.00 – 20,00 (Horario de verano 17/06-16/09)